# 雷杰普·佩克
穆罕默德·雷杰普·佩克（土耳其語：Mehmet Recep Peker，土耳其語發音：[ˈmɛh.mɛt ɾeˈdʒep pɛˈkɛɾ]；1889年2月5日—1950年4月1日），土耳其军官和政治家。他担任过多个部长职务，最后担任了土耳其总理。他是一名威权主义者和民族主义者，并被其亲密圈子认为同情法西斯主义。

## 早期生活
佩克于1889年2月5日出生于伊斯坦布尔，他的父亲名叫穆斯塔法，具有列兹金人血统，是从高加索的达吉斯坦地区移民至安納托利亞。
佩克在伊斯坦布尔市法蒂赫地区科贾穆斯塔法帕夏街区的伊普蒂达伊学校和科贾穆斯塔法帕夏军事中学（土耳其語：Kocamustafapaşa Askeri Rüştiyesi）完成小学和中学教育后入学库莱利军事高中，并于高中毕业后就读于奥斯曼军事参谋学院。1907年9月7日以中尉军衔完成学业后，他被分配到参谋课程。
佩克参加了1911年也门战役，并在此次战役中的1911年4月14日获得了高级中尉职阶。佩克亦参加了利比亚战役和巴尔干战争。自1914年开始，佩克因第一次世界大战而中断了军事教育，并参与了第一次世界大战中的色雷斯战役和高加索战役。佩克于1919年1月重新开始接受教育，并于1919年9月9日以第一名的成绩毕业。
1919年下半年，佩克担任土耳其军事学院战争史助教。1920年2月4日，他作为一个中队长在安纳托利亚参加了土耳其獨立戰爭。

## 政治生涯
1920年4月23日，即议会开幕当天，佩克被任命为土耳其大国民议会秘书长。他在这个职位上任职了三年以上。
在作为议会秘书长的同时，佩克也兼任了总参谋部第二处处长，直至萨卡里亚战役期间。1923年7月12日，他再次当选为屈塔希亚选区的议会议员。1923年9月15日，佩克被任命为共和人民党的首任秘书长。
1924年3月6日至同年11月22日期间，佩克担任了财政部长和内政部长，以及易货贸易部长和发展与住房部长。佩克于1926年3月4日被任命为国防部长，并于1927年被任命为公共工程部长。1928年，他当选为共和人民党的议会小组发言人。1931年，他再次担任了共和人民党秘书长。
佩克发起了在学院课程中引入“革命史”的行动。1933至1934学年，他在位于安卡拉和伊斯坦布尔的大学教授共和意识形态。他的课程被称为革命课程（土耳其語：İnkılap Dersleri）。 他写了一本关于这个课程的书。
在1935年5月的共和人民党第四届普通大会前，佩克前往了欧洲，尤其是意大利和德国长期考察。于1935年回国后，他写了一份新的共和人民党章程和纲领草案。该草案主张政党和国家是一体的，并提议在土耳其大国民议会之上建立一个高于大国民议会的委员会。草案得到了伊斯麦特·伊诺努的批准，但由于土耳其总统穆斯塔法·凯末尔·阿塔图尔克对多党民主制的信任，相关草案被凯末尔拒绝（尽管草案的许多要素在之后被加入了共和人民党章程和纲领）。佩克在共和人民党第四届普通大会中连任共和人民党秘书长职务，但于随后的1936年被凯末尔以其党内地位过高为由免职。
1942年8月17日，佩克被任命为苏克鲁·萨拉吉奥卢内阁的内政部长，任职九个月。1946年8月7日，佩克成为了土耳其多党制时期的第一任总理，但他是國家主義和威权一党制国家的坚定拥护者。作为总理，他反对民主化和实行多党制。他在这个职位上任职至1947年9月10日，并于1948年退出政坛。
佩克于1950年4月1日去世，并被葬于伊斯坦布尔的埃迪尔内卡珀烈士公墓。

## 政治观点
佩克认为，土耳其共和国的政体并不是从任何一个国家复制而来的，而是基于东西方全人类长期的工作和经验，结合土耳其的社会、政治、文化和经济条件，因地制宜地创造而来的。佩克在《革命课程》一书中曾提到：“我们的革命在任何方面都不是抄袭的，而是原创的。这个政权的创始人和共和人民党的领袖用非常简洁的话来表达过这一点。在讨论国家机构的一个核心问题时，有人问他：‘这样的话，我们像谁？’凯末尔回答道：‘我们像我们自己！’”
据佩克称，为了实现革命，单一政党必须拥有完整的权力，所有人民都应被视为共和人民党的成员。佩克因而将政党和国家视为同一（这点在共和人民党第四届普通大会中得到通过和正式确认），并认为共和人民党成员应将自己视为管理国家各个机构的代表，其纲领必须涵盖该组织所代表的群体的所有经济、社会和政治需求。
佩克支持女性应该从麻袋（面纱）中解放出来，以及阿拉伯字母应该被拉丁字母取代的主张。 
针对自由主义，佩克认为，自由主义具有自由、个人权利和对过去的反抗等特征，这些特征是积极的；但自由主义以自由的名义造成了真空，这将会损害国家运作，并导致政治、社会和经济问题。在他看来，自由主义是一个扰乱国家运作的体制，自由应该在国家的保护之下和国家制订的原则之内实现，并受国家法律的约束。

## 评价
- 谢夫凯特·叙雷亚·艾代米尔（土耳其語：Şevket Süreyya Aydemir）在《第二個人（土耳其語：İkinci Adam）》中对佩克评价称：“佩克在土耳其独立战争中的贡献甚为重要。在大国民议会开幕之前，穆斯塔法·凯末尔正从锡瓦斯赶到安卡拉的时候，他就成为凯末尔位于安卡拉农业学校（土耳其語：Ankara Ziraat Mektebi）的指挥部及避难所中最活跃的参谋。”[1]